# Gustavo Quinteros
Gustavo Domingo Quinteros Desabato (* 15. Februar 1965 in Santa Fe) ist ein argentinisch-bolivianischer Fußballtrainer und ehemaliger ‑spieler. Er spielte 26-mal für die Nationalmannschaft Boliviens, unter anderem auch bei der Weltmeisterschaft 1994. Aktuell ist er ohne Anstellung.

## Karriere

### Vereinskarriere
Gustavo Quinteros gab sein Debüt bei Central Córdoba de Rosario. 1987 wechselte der Verteidiger zu CA Talleres (RdE) in die Primera División. Nach seinem Wechsel nach Bolivien zu Universitario de Sucre überzeugte er und ging 1989 zu einer der besten Adressen des Landes, zu Club The Strongest, und holte mit dem Klub die Meisterschaft 1989. 1993 holte er mit dem Verein seine zweite Meisterschaft. Gustavo Quinteros nahm die bolivianische Staatsbürgerschaft an und wurde Nationalspieler Boliviens. Von 1994 bis 1998 spielte er wieder in der ersten Liga seines Geburtslandes, wo er zuerst für San Lorenzo de Almagro und später für die Argentinos Juniors auflief. 1999 wechselte der Verteidiger nochmal in seine Wahlheimat und beendete am Jahresende seine Karriere bei Club Jorge Wilstermann.

### Nationalmannschaftskarriere
Für die Bolivianische Nationalmannschaft spielte Gustavo Quinteros insgesamt 26-mal und schoss sein einziges Länderspieltor beim 3:1-Sieg im Freundschaftsspiel im Januar 1993 gegen Honduras. Sein größter Erfolg war die Teilnahme an der Fußball-Weltmeisterschaft 1994, wo Gustavo Quinteros in den ersten beiden Gruppenspielen gegen Deutschland und Spanien verteidigte. Gegen Deutschland verlor das Team knapp mit 0:1, gegen Spanien gelang mit einem 0:0-Unentschieden ein Achtungserfolg. Durch die Niederlage im dritten Gruppenspiel, in dem Quinteros nicht spielte, schied Bolivien als Gruppenletzter aus.

### Trainerkarriere
Direkt nach der Spielerkarriere begann Gustavo Quinteros mit der Vorbereitung auf seine Trainerkarriere. Bei San Lorenzo de Almagro coachte der ehemalige Verteidiger ein Jugendteam und wurde 2003 Trainer der Erstligamannschaft, wo er sechs Monate blieb. 2005 ging er in seine Wahlheimat Bolivien zu Club Blooming. Dort gewann er die Apertura 2005. Durch seine Erfolge nahm er das Angebot von CA San Martín de San Juan in der 2. argentinischen Liga an. Doch schon 2007 ging er zurück an seine alte Wirkungsstätte, wo er zum Idol aufgestiegen war. Nach seiner Rückkehr verpasste er nur knapp eine weitere Meisterschaft, das Finale ging im Elfmeterschießen gegen Club Aurora verloren. Doch mit den Ligakonkurrenten Club Bolívar und Oriente Petrolero gelangen ihm nach seiner Zeit bei Blooming weitere Meisterschaften in der Apertura 2009 und der Clausura 2010. Am 5. November 2010 wurde er dann schließlich Nationaltrainer Boliviens. Doch nach sechs Spieltagen standen nur 4 Punkte in der Qualifikation zur Weltmeisterschaft 2014 auf dem Konto und so trat Gustavo Quinteros im Juli 2012 zurück. Seine nächste Station war Ecuador, wo er erst als Trainer des CS Emelec mit zwei ecuadorianischen Meisterschaften und später als Nationaltrainer des Landes seine Spuren hinterließ. Nach seinem Ausflug auf die arabische Halbinsel wurde er Trainer von CD Universidad Católica in Chile. Dort gewann er sofort die chilenische Meisterschaft 2019. Nach nur sechs Monaten beim mexikanischen Verein Club Tijuana kam Gustavo Quinteros nach Chile zurück und wurde Trainer des CSD Colo-Colo. Mit dem Hauptstadtklub gewann Quinteros 2021 den chilenischen Pokal und die Meisterschaft 2022. Am 15. Dezember 2023 gab der chilenische Verein bekannt, den Ende Dezember auslaufenden Vertrag von Quinteros nicht zu verlängern. Rund eine Woche später wurde der frühere bolivianische Nationalspieler als Trainer von CA Vélez Sarsfield vorgestellt.

## Erfolge

### Spieler
The Strongest
- Bolivianischer Meister: 1989, 1993

San Lorenzo de Almagro
- Argentinischer Meister: 1995

### Trainer
Club Blooming
- Bolivianischer Meister: 2005-A

Club Bolívar
- Bolivianischer Meister: 2009-A

Oriente Petrolero
- Bolivianischer Meister: 2010-C

CS Emelec
- Ecuadorianischer Meister: 2013, 2014

CD Universidad Católica
- Chilenischer Meister: 2019

CSD Colo-Colo
- Chilenischer Pokalsieger: 2021
- Chilenischer Meister: 2022

CA Velez Sarsfield
- Argentinischer Meister: 2024